# Jan Kazimierczak (inżynier)
Jan Piotr Kazimierczak  (ur. 13 stycznia 1931, zm. 10 lipca 2010) – polski inżynier łączności i elektronik. Absolwent Wojskowej Akademii Technicznej w Warszawie w dziedzinie inżynierii łączności oraz Politechniki Wrocławskiej w zakresie elektroniki. Od 1994 r. profesor na Wydziale Elektroniki Politechniki Wrocławskiej. Pochowany na Cmentarzu Osobowickim we Wrocławiu.

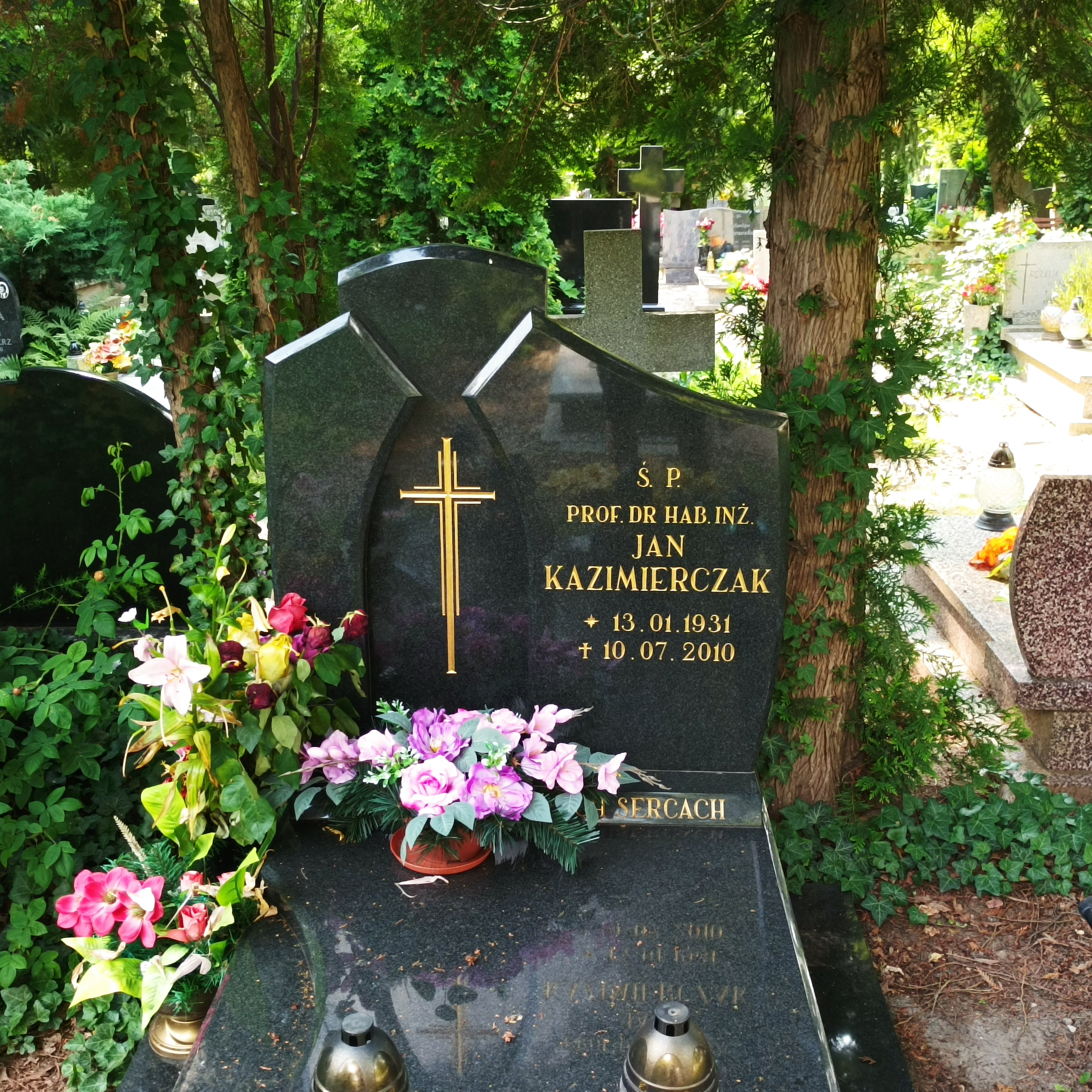
Grób prof. Jana Kazimierczaka na Cmentarzu Osobowickim we Wrocławiu